# Claude Bourquard
Claude Bourquard (Belfort, 5 de marzo de 1937-Sevenans, 23 de mayo de 2011) fue un deportista francés que compitió en esgrima, especialista en la modalidad de espada.
Participó en dos Juegos Olímpicos de Verano en los años 1964 y 1968, obteniendo una medalla de bronce en Tokio 1964 en la prueba por equipos. Ganó ocho medallas en el Campeonato Mundial de Esgrima entre los años 1959 y 1967.

## Palmarés internacional
| Juegos Olímpicos   | Juegos Olímpicos         | Juegos Olímpicos  | Juegos Olímpicos   |
| Año                | Lugar                    | Medalla           | Prueba             |
| ------------------ | ------------------------ | ----------------- | ------------------ |
| 1964               | Tokio (Japón)            | Medalla de bronce | Espada por equipos |
| Campeonato Mundial |                          |                   |                    |
| Año                | Lugar                    | Medalla           | Prueba             |
| 1959               | Budapest (Hungría)       | Medalla de bronce | Espada por equipos |
| 1961               | Turín (Italia)           | Medalla de plata  | Espada por equipos |
| 1962               | Buenos Aires (Argentina) | Medalla de oro    | Espada por equipos |
| 1963               | Danzig (Polonia)         | Medalla de plata  | Espada por equipos |
| 1965               | París (Francia)          | Medalla de oro    | Espada por equipos |
| 1966               | Moscú (URSS)             | Medalla de oro    | Espada por equipos |
| 1966               | Moscú (URSS)             | Medalla de plata  | Espada individual  |
| 1967               | Montreal (Canadá)        | Medalla de plata  | Espada por equipos |